# Lirim Ahmeti
Lirim Ahmeti (* 12. Juni 1990 in Wien, Österreich) ist ein österreichischer Kickboxer und K-1-Profi albanischer Abstammung.

## Werdegang
Lirim Ahmeti begann seine sportliche Laufbahn als Fußballspieler und spielte zwischen 1997 und 2004 bei den Vereinen Donau, Rapid und Austria. Seine fußballerischen Fertigkeiten, sowie die Grundlagen in Koordination und Kondition, legten den Grundstein für seine spätere Karriere im Kampfsport.
Ahmeti begann seine Kampfsportkarriere im Jahr 2006 im Fox Gym in Wien, wo er unter der Anleitung seines Bruders Labi und Robert Fuchs trainierte. Seine Karriere ist geprägt von einer Leidenschaft für Muay Thai und K-1, die er im Brothers Gym Wien, das er gemeinsam mit seinem Bruder leitet, weitergibt.
Er hat über 100 professionelle K-1-Kämpfe bestritten. Zu seinen Erfolgen zählen:
- Bronze bei der IFMA Junioren Weltmeisterschaft in Bangkok (2007)
- Silber bei der IFMA Junioren Weltmeisterschaft in Seoul (2008)
- Gold beim Maximus Cup in Prag (2013)
- Titel des WAKO-PRO Austrian Champion (2013)
- GBF European Champion (2022)

Zusätzlich zu diesen Erfolgen wurde er für seine Leistungen im Kampfsport mit dem Goldenen Verdienstzeichen der Republik Österreich (2008) ausgezeichnet.

## Arbeit als Trainer
Neben seiner aktiven Kämpferkarriere ist Ahmeti auch als Trainer und Inhaber des Brothers Gym Wien tätig. Seine Ausbildung beim Österreichischen Bundesfachverband für Kickboxen (ÖBFK) und der Bundes-Sportorganisation (BSPA) bildet das Fundament für seine Professionalität.
Er hat an Trainingslagern in Bangkok, Samui, Amsterdam und am Schwarzen Meer teilgenommen und Seminare mit Saenchai, Trainer Gae und Ivan Hippolyte absolviert.